# Dromaeocercus brunneus
Dromaeocercus brunneus là một loài chim trong họ Locustellidae.